# Citroën BX
Citroën BX (type XB) var en mellem sommeren 1982 og efteråret 1994 i franske Rennes bygget, stor mellemklassebil fra den franske bilfabrikant Citroën.

## Udviklingshistorie
Udviklingen af Citroën BX begyndte i foråret 1977. På den ene side vil man gerne have lukket hullet mellem de to modeller GS og CX, og på den anden side var Citroën den 8. april 1976 blevet overtaget af konkurrenten Peugeot.
Integrationen af mærket Citroën i PSA-koncernen blev til begyndelsen på en platformsæra. Eksempler herpå er modellerne LN/LNA og Visa, som dannede basis for Peugeot 104. Den nye mellemklassebil fra Citroën skulle have flest mulige dele fra Peugeot, først og fremmest motorer og gearkasser. Derudover skulle også den nye model råde over den for Citroën typiske hydropneumatik.
Modellen var designet af Marcello Gandini fra Bertone. Designet med navnet "Tundra" var oprindeligt lavet til Volvo. Produktionen af BX begyndte i september 1982.
Det kantede karrosseri havde kun halvt så mange svejsepunkter som på forgængeren GSA, og var udviklet ved hjælp af computere. Af vægtmæssige årsager var motorhjelmen og bagklappen lavet af kunststof.
Enestående var betjeningselementerne: et valsespeedometer, af fagpressen ofte kaldet "badevægt", samt betjeningssatelitter. Typisk for Citroën var den digitale omdrejningstæller med grønne lysdioder, som dog kun fandtes i versionerne BX 16 TRS og BX 19 TRD (fra januar 1984).
I april 1985 fulgte med introduktionen af stationcarmodellen, kaldet Break, det sidste skridt til afløsning af den ligesom før sideløbende viderebyggede, men i mellemtiden også forældede forgænger GSA. BX Break var designet af det franske designfirma Heuliez og havde et meget stort bagagerum. Salget begyndte i august 1985.
- Bagfra
- Citroën BX Break (1985–1986)
- Citroën BX Sport (1985−1986)

### Facelift
I juli 1986 blev BX modificeret ind- og udvendigt. Fra da af blev modellen betegnet "Serie II".
De forreste blinklys fik en større flade og farveløse glas, og samtidig blev instrumentbrættet kraftigt modificere med almindelige analoge instrumenter og konventionelle betjeningselementer i stedet for de hidtil monterede betjeningssatelliter.
- Citroën BX (1986–1993)
- Bagfra
- Citroën BX Break (1986–1994)
- Cockpit
- Citroën BX 19 GTi (1986−1993)
- Citroën BX 19 GTi 16V (1987−1993)

### Modelprogram
I de første modelår var det meget nemt at fastsætte udstyrsniveauet ud fra modelbetegnelsen. Derudover var visse detaljer afhængige af den monterede motor, men som hovedregel gjaldt: Jo flere bogstaver der var på typeskiltet, desto højere var udstyrsniveauet.
Basismodellen med ikke ret meget udstyr hed på de fleste markeder slet og ret BX, havde firetrins gearkasse, kunststofbetrukne dørbeklædninger og stålfælge.
Stationcarmodellen Break fandtes ikke i denne udstyrsvariant. Optisk forbedret og forsynet med femtrins gearkasse, stofbetrukne dørbeklædninger og forberedelse til montering af bilradio var versionerne med to bogstaver i slutningen af typebetegnelsen, som f.eks. BX 14 RE, 15 RE (kun Break), 16 RS, 19 RI, 17 RD og 19 RD. Det var også det mest almindelige udstyrsniveau til Break, som − med undtagelse af 1,8-sugedieselmotoren og 16V-motoren − fandtes med alle motorerne fra den almindelige BX.
Et lidt større fremskridt leverede modellerne med tre bogstaver, som f.eks. BX 14 TRE, BX 16 TRS/TRI, BX 19 TRS/TRI og BX 19 TRD (fra september 1988 blev denne betegnelse til 14 TGE, 15 TGE, 16 TZI/TZS, 16 TGI, 19 TZI/TZS og 19 TZD). Her hørte centrallåsesystem (i nogle tilfælde også med infrarød fjernbetjening), fire el-ruder, bagrudevisker, elektrisk oliestandsmåler, dørmonitor, kortlæselamper, velourindtræk, servostyring og en del mere til standardudstyret.
Toppen af modelprogrammet var de fra april 1985 solgte modeller BX 19 GT (fra 1986: GTi), BX Sport og GTi 16V, som i Frankrig hed GTi 16S („Soupape“, fransk for ventil). GTi-modellerne havde blandt andet spoiler, tågeforlygter, el-justerbare sidespejle og olietermometer.
Senere blev bogstavforkortelserne afløst af navne som Pallas, Tecnic, Millesime, Palmares eller Newport.

### 4WD
I efteråret 1989 introducerede Citroën modellerne BX 4WD Break og BX GTi 4WD med permanent firehjulstræk.
4WD-modellen fandtes med 1,9-liters benzinmotoren med 71−92 kW (97−125 hk) og på visse markeder også med 1,8-liters turbodieselmotoren med 66 kW (90 hk). På de fleste markeder havde modellen et simpelt udstyr med karrosseriet fra BX Break. Den samme motor, dog med modificeret motorstyring og 90 kW (122 hk), gjorde også tjeneste i GTi 4WD, men kun med combi coupé-karrosseriet.
Firehjulstrækket fulgte over en manuelt spærbart midterdiffentiale på begge aksler, som også blev kaldt "permanent" − i modsætning til systemer med viskokobling, hvor der skal optræde hjulspin på en aksel før firehjulstrækket tilkobles. Versioner med ABS-bremser var på bagakslen i stedet udstyret med Torsen-differentiale, som ved spin på et baghjul selv opbyggede en spærrevirkning.
Bemærkelsesværdigt var, at trods det større pladsbehov bag i bilen blev både kabinen og bagagerummet mindre. Den høje pris forhindrede en større afsætning af disse versioner, selv om kombinationen af permanent firehjulstræk med spærbart midterdifferentiale og hydropneumatik med justerbar frihøjde gjorde BX 4WD væsentligt mere terrænegnet end flere konkurrenter.

### Specialmodeller
- Leader (1985): Tofarvet lakering
- Digit (1985): Fuldelektroniske digitale instrumenter, kørecomputer med 15 funktioner, centrallåsesystem med infrarød fjernbetjening og Pioneer-bilradio
- Royale (1988): Metallak, specielle hjulkapsler, nummerpladeblænde, dekorationsstriber, produceret i 1750 eksemplarer
- Rubin: Glasskydetag, bagrudevisker, dekorationsstriber, kassetteradio, produceret i 1000 eksemplarer
- Selection: Specielle hjulkapsler, bagrudevisker, dekorationsstriber, kassetteradio, produceret i 2000 eksemplarer
- Le Rouge (1989): GTi-hjulkapsler og -velourindtræk
- Calanque (1990): Metallak i lysegrå eller blå, dekorationsstriber, stofindtræk
- Deauville / Cannes (1990): Metallak, dekorationsstriber, ABS, servostyring, centrallåsesystem
- Image / Évasion Image (1990): Metallak, dekorationsstriber, sort kabineudstyr med rødt stribemønster, forkromede luftindtag
- Millésime (1990): Metallak i grå eller blå, dekorationsstriber, Millésime-skrifttræk
- Fit (1991):[1] GTi-sæder, alufælge, hvid eller rød lakering
- Village (1992): Lakering i vinrød, dekorationsstriber, Village-skrifttræk, stofindtræk, servostyring, centrallåsesystem
- LeMans (1992): Metallak, GTi-rat, hækspoiler

I Finland fandtes BX i en specialmodel med forhøjet tag og uden bagsæde. Den blev meget populær, da den kunne indregistreres som varebil til meget lavere afgift end en tilsvarende personbil.
- Citroën BX 19 Digit
- Citroën BX 14 Deauville
- Citroën BX 19 TZS Évasion
- BX-specialmodel til Finland

## Sikkerhed
Det svenske forsikringsselskab Folksam vurderer flere forskellige bilmodeller ud fra oplysninger fra virkelige ulykker, hvorved risikoen for død eller invaliditet i tilfælde af en ulykke måles. I rapporterne Hur säker är bilen? er/var Citroën BX klassificeret som følger:
- 1999: Mindst 20% bedre end middelbilen[2]
- 2007: Dårligere end middelbilen[3]
- 2009: Dårligere end middelbilen[4]
- 2011: Dårligere end middelbilen[5]

## Motorer
| Model                  | Slagvolume cm³ | Max. effekt kW (hk) / omdr. | Max. drejningsmoment Nm / omdr. | Fødesystem    | 0-100 km/t sek. | Topfart km/t | Byggeår     |
| ---------------------- | -------------- | --------------------------- | ------------------------------- | ------------- | --------------- | ------------ | ----------- |
| Benzinmotorer          |                |                             |                                 |               |                 |              |             |
| BX 11                  | 1124           | 40 (55) / 5800              | 89 / 3200                       | Karburator    | 16,3            | 154          | 1988 − 1991 |
| BX 11                  | 1124           | 43 (58) / 6250              | 79 / 2750                       | Karburator    | 17,3            | 150          | 1986 − 1988 |
| BX 14                  | 1360           | 45 (61) / 5500              | 106 / 2600                      | Karburator    | 15,6            | 155          | 1983 − 1986 |
| BX 14                  | 1360           | 46 (63) / 5500              | 105 / 2500                      | Karburator    | 15,6            | 155          | 1986 − 1989 |
| BX 14 E/RE/TRE         | 1360           | 52 (71) / 5750              | 105 / 3000                      | Karburator    | 15,5            | 163          | 1983 − 1989 |
| BX 14 Injection/TE/TGE | 1360           | 55 (75) / 5200              | 109 / 4000                      | Monopoint     | 13,3            | 170          | 1989 − 1994 |
| BX 15                  | 1580           | 53 (72) / 5600              | 111 / 3400                      | Karburator    | 14,1            | 165          | 1988 − 1990 |
| BX 15                  | 1580           | 59 (80) / 5600              | 132 / 2800                      | Karburator    | 12,6            | 170          | 1986 − 1992 |
| BX 16 RE               | 1580           | 55 (75) / 5600              | 123 / 2800                      | Karburator    | 14,1            | 165          | 1988 − 1989 |
| BX 16 TGI/TZI          | 1580           | 66 (90) / 6400              | 128 / 3000                      | Monopoint     | 11,5            | 174          | 1989 − 1994 |
| BX 16 RS/TRS           | 1580           | 69 (94) / 6000              | 135 / 3250                      | Karburator    | 11,3            | 176          | 1983 − 1988 |
| BX 16 RI/TRI           | 1580           | 76 (103) / 6250             | 127 / 3000                      | Multipoint    | 10,1            | 185          | 1986 − 1989 |
| BX 19 TRS              | 1905           | 71 (97) / 5750              | 147 / 3250                      | Karburator    | 12,4            | 174          | 1988 − 1989 |
| BX 19 TRI              | 1905           | 76 (103) / 6000             | 142 / 3000                      | Monopoint     | 9,9             | 187          | 1986 − 1988 |
| BX 19 GT/TRS           | 1905           | 77 (105) / 5600             | 158 / 3000                      | Karburator    | 10,0            | 185          | 1985 − 1988 |
| BX 19 TZI              | 1905           | 80 (109) / 6000             | 158 / 3000                      | Monopoint     | 10,7            | 189          | 1989 − 1994 |
| BX 19 GTi              | 1905           | 90 (122) / 6000             | 150 / 3000                      | Multipoint    | 11,9            | 193          | 1989 − 1993 |
| BX 19 GTi              | 1905           | 92 (125) / 5500             | 170 / 4500                      | Multipoint    | 8,9             | 198          | 1986 − 1989 |
| BX 19 Sport            | 1905           | 93 (126) / 5800             | 172 / 4200                      | Karburator    | 8,9             | 195          | 1985 − 1986 |
| BX 19 16 Valve         | 1905           | 109 (148) / 6400            | 166 / 3000                      | Multipoint    | 9,6             | 213          | 1989 − 1992 |
| BX 19 GTi 16V          | 1905           | 118 (160) / 6500            | 177 / 5000                      | Multipoint    | 7,9             | 218          | 1987 − 1989 |
| BX 4TC                 | 2141           | 147 (200) / 5250            | 294 / 2750                      | Multipoint    | 7,5             | 220          | 1985        |
| Dieselmotorer          |                |                             |                                 |               |                 |              |             |
| BX 17 D                | 1769           | 44 (60) / 4600              | 110 / 2000                      | Hvirvelkammer | 17,2            | 155          | 1985 − 1992 |
| BX 19 D/TRD            | 1905           | 48 (65) / 4600              | 118 / 2000                      | Hvirvelkammer | 15,5            | 157          | 1983 − 1986 |
| BX 19 D/TRD            | 1905           | 52 (71) / 4600              | 120 / 2000                      | Hvirvelkammer | 16,3            | 165          | 1986 − 1994 |
| BX TRD/TZD Turbo       | 1769           | 66 (90) / 4300              | 180 / 2000                      | Hvirvelkammer | 10,8            | 180          | 1988 − 1992 |
| BZ TZD Turbo           | 1769           | 66 (90) / 4300              | 180 / 2100                      | Hvirvelkammer | 11,0            | 180          | 1992 − 1994 |

## Efterfølger
Afløsningen af BX ligesom med forgængeren GSA foregik i to trin:
Introduktionen af efterfølgeren Xantia i marts 1993 betød, at den normale BX udgik i december samme år. Stationcarmodellen blev herefter fortsat bygget frem til november 1994. Efterfølgeren Xantia Break kom på markedet i september 1995.